# Cotton Bowl Classic 2015 (décembre)
Ne doit pas être confondu avec Cotton Bowl Classic 2015 (janvier), joué dans le cadre de la saison universitaire 2014.
Match précédent Match suivant
Le Cotton Bowl Classic 2015 est un match de football américain de niveau universitaire joué après la saison régulière de 2015, le 31 décembre 2015 au AT&T Stadium d'Arlington au Texas . 
Il s'agit de la 80e édition du Cotton Bowl Classic et pour la première fois de son histoire, il compte comme demi-finale du College Football Playoff. Son vainqueur affrontera le vainqueur de l'Orange Bowl 2015 lors du College Football Championship Game 2016.
Le match met en présence les équipes des #3 Spartans de Michigan State  issus de la Big Ten Conference et du  #2 Crimson Tide de l'Alabama issu de la Southeastern Conference.
Il a débuté à ? heure locale et a été retransmis en télévision sur ESPN et ESPN Deportes ainsi qu'en radio sur ESPN Radio et XM Satellite Radio.
Sponsorisé par la société Goodyear Tire and Rubber Company, le match est officiellement dénommé le College Football Playoff Semifinal at the Goodyear Cotton Bowl Classic.
Crimson Tide de l'Alabama remporte le match 38 à rien et se qualifie pour la deuxième saison consécutive pour le College Football Championship Game 2016.

## Présentation du match
| Équipes                                                                                       | Conférences | Entraîneurs   | Stats. saison rég. |
| --------------------------------------------------------------------------------------------- | ----------- | ------------- | ------------------ |
| #3 Spartans de Michigan State                                                                 | Big Ten     | Mark Dantonio | 12-1               |
| #2 Crimson Tide de l'Alabama                                                                  | SEC         | Nick Saban    | 12-1               |
| Arbitre : Big 12 Conference Équipe donnée favorite par les bookmakers : Alabama à 10 contre 1 |             |               |                    |

Il s'agit de la 2e rencontre entre ces deux équipes, la première ayant eu lieu en 2010 et la victoire du Crimson Tide de l'Alabama 49 à 7 lors du Citrus Bowl 2010.
Les deux équipes construisent généralement leur succès sur leur jeu au sol et sur les aptitudes athlétiques exceptionnelles de leur défense. On n’oubliera pas non plus qu’il y a aussi une connexion entre ces deux programmes : Nick Saban. Avant de devenir The Devil à Alabama, il est passé par Michigan State comme head coach des Spartans entre 1995 et 1999.

### #3 Spartans de Michigan State
Les Spartans de Michigan State terminent 1er de la East Division de la Big Ten Conference, avec un bilan en division de 7 victoires et 1 défaite. Ils terminent la saison régulière avec 11 victoires et 1 défaite et remportent la finale de la Big 10 Conference contre Iowa 16 à 13.
À l'issue de la saison régulière 2015, ils seront classés #3 aux classements CFP et AP et #4 au classement Coaches.
Il s'agit de leur 1re apparition dans les playoffs du College Football et leur 2e participation au Cotton Bowl après leur victoire lors du Cotton Bowl Classic 2015 (janvier) contre les Bears de Baylor, 11 à 2.
La carte du « manque de respect » est souvent utilisée par les coachs pour motiver leurs troupes. Coach Mark Dantonio pourrait en faire usage alors que ses Spartans sont donnés battus par 10 points d’écart par les bookmakers. Régulièrement en difficulté au cours de cette saison 2015 (Purdue, Rutgers, Michigan, Ohio State, Iowa), #3 Michigan State a toujours su trouver les moyens de l’emporter.

### #2 Crimson Tide de l'Alabama
Le Crimson Tide de l'Alabama termine 1er de la West Division de la Southeastern Conference, avec un bilan en division de 7 victoires et 1 défaite (battu à domicile par les Rebels d'Ole Miss au mois de septembre). Ils terminent la saison régulière avec 11 victoires et 1 défaites et remportent la finale de la SEC contre Florida 29 à 15.
À l'issue de la saison régulière 2015, ils seront classés #2 aux classements CFP, AP et Coaches.
Il s'agit de leur 2e apparition dans les playoffs du College Football après leur défaite lors du Sugar Bowl 2015 et leur 8e participation au Cotton Bowl avec un bilan de 3 victoires pour 4 défaites (la dernière apparition se solde par une victoire lors du Cotton Bowl Classic 2005 contre les Red Raiders de Texas Tech sur le score de 13 à 10).

## Résumé du match
Début du match à 19:21 heure locale, fin à 22:40 pour une durée totale de match de 03:19 heures.
Joué en indoors par une température de 72 °F (22 °C).
| QT          | Temps       | Drive       | Drive       | Drive       | Équipe      | Description de l'action | Score | Score |
| QT          | Temps       | Jeux        | Yards       | TDP         | Équipe      | Description de l'action | MSU   | ALA   |
| ----------- | ----------- | ----------- | ----------- | ----------- | ----------- | --- | ----- | ----- |
| 2           | 05:36       | 6           | 80          | 02:38       | ALA         | TD à la suite d'une course d'1 yard par RB Derrick Henry + 1 point de conversion par kicker Adam Griffith                                 | 0     | 7     |
| 2           | 01:25       | 7           | 43          | 02:39       | ALA         | FG de 47 yards par kicker Adam Griffith                                                                                                   | 0     | 10    |
| 3           | 10:36       | 9           | 75          | 04:24       | ALA         | TD de 6 yards par WR Calvin Ridley à la suite d'une réception de passe de QB Jake Coker + 1 point de conversion par kicker Adam Griffith  | 0     | 17    |
| 3           | 03:24       | -           | -           | -           | ALA         | TD à la suite d'un retour de punt de 57 yards par CB Cyrus Jones + 1 point de conversion par kicker Adam Griffith                         | 0     | 24    |
| 3           | 02:20       | 1           | 50          | 00:09       | ALA         | TD de 50 yards par WR Calvin Ridley à la suite d'une réception de passe de QB Jake Coker + 1 point de conversion par kicker Adam Griffith | 0     | 31    |
| 4           | 07:52       | 3           | 69          | 00:09       | ALA         | TD à la suite d'une course de 11 yards par RB Derrick Henry + 1 point de conversion par kicker Adam Griffith                              | 0     | 38    |
| Score final | Score final | Score final | Score final | Score final | Score final | Score final | 0     | 38    |

## Statistiques[2]
| Statistiques par Équipes               | Statistiques par Équipes  | Statistiques par Équipes |
| Statistiques                           | MSU                       | ALA                      |
| -------------------------------------- | ------------------------- | ------------------------ |
| 1er downs                              | 16                        | 21                       |
| Conversion de 3e Down                  | 4/16                      | 4/12                     |
| Conversion de 4e Down                  | 1/3                       | 1/1                      |
| Jeux–yards                             | 65 jeux pour 239 yards    | 66 jeux pour 440 yards   |
| Yards à la course                      | 26 pour 29 yards          | 35 pour 154 yards        |
| Yards à la passe                       | 210                       | 286                      |
| Passes : Réussies-Tentées-Interceptées | 19/39, 2 Int.             | 25/31, 0 Int.            |
| Réussite en zone rouge/chances         | 0/1                       | 3/3                      |
| TD                                     | 0                         | 5                        |
| Field Goals                            | 0/0                       | 1/1                      |
| Sacks (Nombre-Yards gagnés)            | 2 pour 15 yards gagnés    | 4 pour 29 yards gagnés   |
| Fumbles (Nombre/Perdus)                | 2/0                       | 2/0                      |
| Pénalités (Nombre/Yards perdus)        | 6 pour 33 yards de perdus | 6 pour 69 yards perdus   |
| Temps de possession                    | 27:04                     | 32:56                    |

| Meilleurs Joueurs (MVPs) | Meilleurs Joueurs (MVPs) | Meilleurs Joueurs (MVPs) | Meilleurs Joueurs (MVPs) |
| ------------------------ | ------------------------ | ------------------------ | ------------------------ |
| Système                  | Noms                     | Équipes                  | Postes                   |
| Attaque                  | Jake Coker               | Alabama                  | QB                       |
| Défense                  | Cyrus Jones              | Alabama                  | CB                       |

| Statistiques Individuelles | Statistiques Individuelles | Statistiques Individuelles                     |
| -------------------------- | -------------------------- | ---------------------------------------------- |
| Quaterbacks                |                            |                                                |
| MSU                        | Cook, Connor               | 19/39, 210 yards, 2 int., 4 sacks subis, 0 TD  |
| ALA                        | Jake Coker                 | 25/30, 286 yards, 2 TDs, 0 int., 2 sacks subis |
| Meilleurs Coureurs         |                            |                                                |
| MSU                        | Terry, Damion              | 1 course pour 14 yards                         |
| ALA                        | Derrick Henry              | 20 courses pour 75 yards et 2 TDs              |
| Meilleurs Receveurs        |                            |                                                |
| MSU                        | Burbridge, Aaron           | 5 réceptions pour 39 yards, 0 TD               |
| ALA                        | Calvin Ridley              | 8 téceptions pour 138 yards et 2 TDs           |
| Meilleurs Tackleurs        |                            |                                                |
| MSU                        | Bullough, Riley            | 6 tackles en solo et 5 assistes                |
| ALA                        | Reggie Ragland             | 5 tackles en sol et 2 assistes                 |